# エスプリ (雑誌)
エスプリ（Esprit）は、1932年にエマニュエル・ムーニエにより、1932年に創刊されたフランスの雑誌である。人格主義を旗印とするエスプリ誌には、ネオ・トミズムの影響を受けたカトリックの知識人の他に、ドニ・ド・ルージュモンやジャック・エリュールなど、1930年代の非順応主義者と称される若い知識人が寄稿した。

1934年以降、エスプリは徐々に、その時代の社会問題や政治問題に対するコミットメントの度合いを深めていった。また、パリのエスプリ・グループを中心に、フランス国内、および、近隣諸国で、エスプリ誌のネットワークが作られた。

1940年の休戦後、エスプリは再出発し、ムーニエは雑誌を復活させるためにリヨン（自由区）に入った。ヴィシー政権下の国民革命初期、エスプリ誌が主張する意見はますます批判的となったため、1941年8月の発禁につながった。

フランス解放（fr:Libération de la France）後、ムーニエは雑誌を復刊させ、アプレゲールの討論・議論へ積極的に参加した。1950年のムーニエの死後、雑誌の方向性は文芸評論家のアルベール・ベガン、ジャン＝マリー・ドムナック、ポール・チボーによって確定された。

知的な交差点の役割を主張するなか、その雑誌の指導理念である人格主義の要素は次第に弱まっていった。哲学者のポール・リクールがそのことを真面目に著述している。 

エスプリ は1989年からオリヴィエ・モンジャンに監修されている。発行部数は、現在およそ10,000部（1980年代後半の2倍）。

## 出版
雑誌エスプリ はトランスフェール社の出版である。